# Сан Себастијано (Ријети)
Сан Себастијано је насеље у Италији у округу Ријети, региону Лацио.
Према процени из 2011. у насељу је живело 127 становника. Насеље се налази на надморској висини од 645 м.